# La Ferrière, Côtes-d'Armor
La Ferrière (tiếng Breton: Kerhouarn, Gallo: La Ferierr) là một xã của tỉnh Côtes-d’Armor, thuộc vùng Bretagne, tây bắc Pháp.

## Dân số
Người dân ở La Ferrière được gọi là Ferrandiers.